# Brunbröstad lövtimalia
Brunbröstad lövtimalia (Illadopsis puveli) är en fågel i familjen marktimalior inom ordningen tättingar.

## Utseende och läte
Brunbröstad lövtimalia är en medelstor och knubbig timalia med färglös fjäderdräkt. Strupen är vit och undersidan ljusgrå, vanligen med beige anstrykning. Arten liknar mest gråsidig lövtimalia men skiljer sig genom annorlunda levnadsmiljö, något större storlek och vanligen beigeaktig undersida. Den är kjusare undertill än både brun lövtimalia och beigebröstad lövtimalia. Sången består av en serie stigande och fallande visslingar, märkligt påminnande om ljudet av en startande bil. Den liknar sången från gråsidig lövtimalia, men är ljusare och mer varierad, med fler toner i varje fras.

## Utbredning och systematik
Brunbröstad lövtimalia delas in i två underarter med följande utbredning:
- Illadopsis puveli puveli – förekommer från Senegal till Togo
- Illadopsis puveli strenuipes – förekommer från Nigeria till Sudan och Uganda

## Levnadssätt
Brunbröstad lövtimalia hittas i undervegetation i galleriskog och täta buskmarker. Där ses den vanligen i par. Fågeln är skygg och upptäcks oftast på lätet.

## Status och hot
Arten har ett stort utbredningsområde och en stor population med stabil utveckling och tros inte vara utsatt för något substantiellt hot. Utifrån dessa kriterier kategoriserar internationella naturvårdsunionen IUCN arten som livskraftig (LC). Världspopulationen har inte uppskattats men den beskrivs som troligen förbisedd och därför underrapporterad.

## Namn
Fågelns vetenskapliga artnamn hedrar Pierre Puvel, fransk bosättare i Portugisiska Guinea.